# Песок (Львовская область)
Песок (укр. Пісок) — село в Мостисской городской общине Яворовского района Львовской области Украины.
Население по переписи 2001 года составляло 235 человек. Занимает площадь 0,512 км². Почтовый индекс — 81334. Телефонный код — 3234.